# Geoffrey Marrion
Geoffrey Marrion (18 november 1978) is een Belgische
voormalige atleet, die gespecialiseerd was in de middellange afstand. Hij werd driemaal Belgisch kampioen.

## Loopbaan
Marrion werd tussen 2009 en 2011 driemaal opeenvolgend Belgisch indoorkampioen op de 1500 m. Hij was aangesloten bij Club d'Athlétisme Brabant-Wallon.
Na zijn atletiekcarrière begon Marrion met triatlon.

## Belgische kampioenschappen
Indoor
| Onderdeel | Jaar             |
| --------- | ---------------- |
| 1500 m    | 2008, 2009, 2010 |

## Persoonlijke records
Outdoor
| Onderdeel | Prestatie | Datum        | Plaats             |
| --------- | --------- | ------------ | ------------------ |
| 800 m     | 1.49,84   | 15 juli 2009 | Naimette-Xhovémont |
| 1500 m    | 3.40,21   | 29 mei 2009  | Nijmegen           |
| 3000 m    | 8.04,48   | 2 juli 2011  | Oordegem           |

Indoor
| Onderdeel | Prestatie | Datum            | Plaats    |
| --------- | --------- | ---------------- | --------- |
| 1500 m    | 3.45,18   | 17 januari 2009  | Luxemburg |
| 3000 m    | 8.14,54   | 26 februari 2012 | Gent      |

## Palmares

### 1500 m
- 2004:  BK indoor AC - 3.54,67
- 2008:  BK indoor AC - 4.01,04
- 2008:  BK AC - 3.57,55
- 2009:  BK indoor AC - 3.54,66
- 2009:  BK AC - 3.44,22
- 2010:  BK indoor AC - 3.54,97
- 2011:  BK indoor AC - 3.54,48
- 2011:  BK AC - 3.49,23
- 2012:  BK AC - 3.48,52
- 2014:  BK indoor AC - 3.59,11

### 3000 m
- 2012:  BK indoor AC - 8.14,54